# Човекът се появява през холоцена
„Човекът се появява през холоцена“ (на немски: Der Mensch erscheint im Holozän) е повест от швейцарския писател Макс Фриш (1911 – 1991), публикувана през 1979 г.

Още в своите „Дневници 1966 – 1971“ Макс Фриш подхваща една тема, която изглежда твърде непривлекателна за изисканата литература: това е темата за остаряването и индивидуалния край на човека. „Никой не желае да знае какво му предстои в старостта. Всъщност ние всеки ден го виждаме съвсем отблизо, но за да щадим себе си, правим от старостта табу; самият белязан от нея е длъжен да премълчава колко противна е тя. Това табу, уж в интерес на остаряващите, осуетява самопознанието...“.
Макс Фриш споделя прозренията си в тази щекотлива област със съзнанието, че повелята да се почита старостта произхожда от твърде далечни епохи, когато дълбоката старост е била изключение. Дори в началото на XX век възрастните хора над шестдесет години са съставлявали само 7% от общото население, а през 1975 г. те са вече 20%. Смъртта, която покосява един живот в неговия разцвет, се е превърнала в рядкост. И става тъй, че когато хвалим някой възрастен човек, вършим го винаги с преценката, че той е още сравнително млад, „все тъй неуморим“, „все още с пъргав ум“ и т.н. Уважението ни е отправено не към старостта, а към нейната противоположност, към факта, че въпреки натрупаните години не изглеждаме стари. Това според Фриш подготвя срива на естествената самоувереност в критичната възраст на мъжа. Белязаният от първите прояви на старостта започва да изпитва неоправдан страх от поражение в междуличностните отношения, той все по-често се събужда преди разсъмване – в часа на екзекуциите, – ала не знае за какво. Все повече неща, които просто се налага всекидневно да вършим, той прави без желание, без очакване на удоволствие. Постепенно, без видими причини, нерядко при добро здраве и съхранени душевни сили, съществуването на възрастния човек се превръща в тегло за него и за околните. Все повече старостта е обречена на самота.
Възхвала на Старостта
А тъкмо старостта носи жътвата на живота, съдържа равносметката на изминатия човешки път. В тази възраст е заложена мъдростта на устояването в крушенията, на себеосъществяването. Но и нещо повече: отпадайки от сетивния свят, старият човек все повече се приближава към небитието, към безвремието, от което за кратко сме изтръгнати всички, и научава нещо за него. Ако младежът, към когото днес са отправени всички погледи, в най-добрия случай носи знание – старецът е изпълнен с познание...
Повестта на Макс Фриш „Човекът се появява през холоцена“ представя един седемдесет и три годишен пенсионер, бивш собственик на базелска фирма, който се е оттеглил на спокойствие в живописна алпийска долина. (Това е мястото, където от години живее самият писател.) Идиличните условия неочаквано се нарушават от продължаващ дни наред проливен дъжд. Възрастният човек не намира покой и с будните сетива на самотника отбелязва невидимите предвестници на възможното катастрофално природно бедствие: някой ден или някоя нощ, докато всички спят, хълмът ще се срине върху селото и ще го погребе завинаги. Единственото му убежище са мислите и спомените. И чувството за отминал живот, за невъзвратимост.
В своята принудителна изолация старецът се мъчи да превъзмогне времето, като го оставя да тече покрай него незабелязано: от сухарени късчета той се залавя да издигне пагода с надеждата, че дори да не стане пагода, ще мине нощта, ще мине някак животът. И винаги когато върхът е вече почти изправен, пагодата пада, а старецът отново и отново подхваща безутешното си занимание. Но Макс Фриш не може да приеме абсурдния сизифов стоицизъм – той неслучайно дава на героя си името Гейзер: това ще рече горещ извор, който периодично изригва от земните дълбини в места с незатихнала вулканична дейност, но първоначалното значение на думата е – „яростен човек“. Фриш отхвърля екзистенциалистичната теза за „свободния избор“ – според него човекът е осъден не „на свобода“, а да следва повелите на душевната си тектоника, да бъде себе си, да намери собствения си път, който му е отреден.
Човешката реалност
Лишен от утехата на семейното общуване, поставен в „гранична ситуация“, героят на Макс Фриш изпитва особена самота. Това не е вече копнежът по сродна душа, а неутолимата носталгия по всечовешката цялост, по смисъла на битието. Над долината вали и вали, сякаш настъпва нов световен потоп. Часовникът на църковната кула в селото не бие, понеже и той е електрически, а е спрял токът – ударите му вече не отмерват изтичащото време. Вслушан в прастарите звуци на бурята, в трясъка на гръмотевиците, в неспирното шуртене, бълбукане и клокочене на стичащата се по склона вода, господин Гейзер се озовава очи в очи, насаме с Вечността. Самотата му става космическа, изпълва се със смисъл, това е самотата на един разбунен дух, жаден за съприкосновение с други галактики, с други светове.
И в своя „страх и трепет“ пред опасността господин Гейзер подирва опора в книгите, които има в дома си. Но какво чете той? Не художествена литература, не романи (тук Макс Фриш иронизира собственото си изкуство), защото в романите се разказва за човешки души, предимно нещастни, за обществото и т.н., сякаш Земята завинаги ще си остане Земя, а височината на морското равнище е установена за вечни времена. Той иска да възстанови в ума си всичко онова, което някога е учил като ученик, но е забравил, макар че му е изглеждало важно – Питагоровата теорема, формулата на златното сечение, историята на страната и местността, пасажите от Библията, които човешкото съзнание през последните хилядолетия свързва с появата на живота върху планетата. Господин Гейзер трябва да разбере как възникват приливите и отливите, вулканите и планините, кога са се зародили първите бозайници, кога и как се появява човекът, по колко милиона години траят геоложките ери на Земята.
Страшна е загубата на Паметта
Затова той се вдълбочава в енциклопедиите, прелиства Писанието, специализирани книги по история и палеонтология, речници и пътеводители. И си записва или изрязва с ножичка всичко, което му се струва важно и поучително; листче след листче окачва на стената, за да му бъде всичко пред очи. Защото не е страшна бурята и възможната катастрофа, страшна би била загубата на паметта. Без памет няма знание, а тъкмо то отличава човека от природата! Господин Гейзер избира да бъде човек – не само да изпитва „надежди и опасения“, достояние и на по-висшите животни, но и да знае, да обхване живота.
Така по своя „самообразователен“ път господин Гейзер преминава различните степени на посвещение в познанието – през упованието и вярата до загубата на илюзиите. Защото, оказва се, често и енциклопедията не знае всичко. Отговорите на най-съкровените въпроси той трябва да дири в себе си. В последна сметка знанието се превръща в самопознание. Вълшебната планина, която господин Гейзер трябва да изкачи, е в самия него и той ще изучи всички стръмнини, всички бездни, мамещи опасности, съдбовни заблуди и мними тържества на духа си, за да е „готов на всичко“. Потъвайки в геоложкото минало на долината с нейните милиони и милиарди години, господин Гейзер започва да търси собственото си място в пространството и времето. Той се изживява като малък петнист саламандър (според преданията дух на огъня), останал от допотопни епохи, заобиколен от гигантските гущери на мезозоя. Могъществото на всички тези динозаври, тиранозаври, диплодоци, диноцери, диметродони, трицератопси, балахитерии, птеродактили, ихтиозаври го и смазва, но и дарява с усещането за принадлежност към велик, макар и отдавна изчезнал род.
И постепенно геологията преминава в история. Изкопаемите влечуги стават сякаш предшественици на библейските чудовища, на левиатана и ламята, на онзи бегемот, за който в „Книга на Йов“ е казано:
Като кедър размахва свойта опашка,
жилите на бедрата му една в друга се вплитат.
Като медни тръби са краката му здрави,
като пръти железни костите му са яки.
Той е върхът на делата Божи...
Господин Гейзер се чувства вече митически човек – сред трепетното очакване потопът да залее долината той се превръща в Ной, който в ковчега си трябва да пренесе човешката памет до следващата геоложка епоха. В нуждата си от идентификация той се уподобява с цялата мъртва и жива природа – от разломените планински канари и пустинния лунен пейзаж на Исландия до изостаналите в Алпите древни воини, които според преданието Херкулес е трябвало да преведе в Африка. Превъзмогнал тленността на своите нищожни седемдесет и три човешки години, господин Гейзер постепенно приема цялата възраст на битието. Затова бягството му отвъд планината, макар и възможно, макар почти осъществено, няма да му донесе избавление. Гладът на душата му се засища вече само с познание. Човекът Гейзер няма да напусне своята долина – мястото му е в пространството и времето, в които протичат земните му дни, преди да го повали мозъчният удар, преди да бъде поразено неговото съзнание.
„Познай себе си!“
Господин Гейзер, този „разбунен човек“ на Макс Фриш, е въвлечен в един хуманизиращ процес на самоопределяне, на постигане на собствената самоличност. В този процес той опознава своите идеи, представи, мечти, фантазии, своите прозрения и заблуди, възторзите и страданията си, копнежите и неудачите си, съгласието или несъгласието със себе си и света, страховете, налудностите и очакванията си. И той преживява приключения и се лута не толкова в планината, колкото в дебрите на съзнанието и психиката си. Арена на действието е неговата душа, изправена пред въпросите: ще изчезне ли животът на Земята, ще има ли Бог без човешкия мозък, който да си го представи, каква е връзката между ерозията на почвата и ерозията на психиката, има ли хора на Марс, ще ни надживеят ли рибите? Какво очакваме в последна сметка от знанието? Не е ли и то някакъв възбудителен и опияняващ душата хашиш, своеобразно забавление, подобно на флипера, на който по цял ден тракат селските младежи? Успокоява ли знанието? Или може би са верни думите на Еклисиаст, че „който трупа познание, трупа тъга“? Дали „човекът си остава невежа“? Защото накрая едно е ясно на господин Гейзер: природата не се нуждае от названия, тя няма нужда от човешката памет. От нея се нуждае единствено човекът. Въпросът е само: за какво?
Макс Фриш не предлага готов отговор на този въпрос, но го предизвиква у читателя. Ето едно възможно решение: в краткото си изповедно есе „Възхвала на тленността“ Томас Ман споделя: „Одухотвореността на битието поради неговата тленност достига у човека своя връх. Не че единствено той има душа. Всичко притежава душа. Ала неговата е най-будна в познанието си за разменимостта на понятията 'битие' и 'тленност', за великия дар времето. На човека е дадено да освети времето, да види в него нива, приканваща към честна сеитба, да го схване като поле на дейността, на неуморното домогване и самоусъвършенстване, на напредъка към висшите човешки възможности, та с негова помощ да изтръгне от тленното нетленното.“
Това решение има само един недостатък: липсва му човечност. Та на колцина от хората е съдено да изтръгнат от живота си непреходна ценност, да дадат на света нещо свръхлично, което да увенчае дните им? Изискването на Томас Ман е неприложимо, пък дори и пагубно за „обикновения човек“ господин Гейзер. Защото – внушава Макс Фриш, – устремени към форма на съществуване, за която не сме създадени, към невъзможното, ние се проваляме в реализирането на възможното. А то никак не е малко: да опознаем границите на собствената си личност и приемем предложената ни от съдбата роля, като се помъчим да я изиграем честно и добре – само така ще се сдобием с „действителен живот“.
Нетленност и човечност
В късната си творба „Човекът се появява през холоцена“ Макс Фриш полемизира със света, прави равносметка не само на един индивидуален живот, а на човешкия живот изобщо. По своето философско съдържание книгата му е своеобразно есе, опит над целта и смисъла на съществуването върху планетата, назована от човека Земя. Текстът има структурата на дневник, на коментар, а не на епично произведение. Различните стилови пластове са отложени като геоложки формации – ясно разграничени един от друг. По своята форма повестта е образец на „роман-факция“, където неподправеният „факт“ допълващо съжителства с художествената „фикция“: случките и събитията от живота, размислите, спомените и предчувствията на героя са размесени с изрезки от научни издания, лексикони и ученически тетрадки, с преписани на ръка (с ръката на Макс Фриш!) цитати, налепени в пъстра мозайка.
Към това се добавя и особеният музикален строеж на творбата. Като лайтмотиви постоянно се повтарят важни ключови изрази и това създава впечатлението за сложна хармония и словесен контрапункт. В новото си обкръжение всеки мотив прозвучава с неочаквана интонация, в неподозирано съчетание с останалите мотиви. Основните музикални състояния се определят от: шуртенето на капчука и бълбукането около къщата, клокоченето в долината, свличането на склона и затворения път с липсващия пощенски автобус, поразените кестени и чезнещите в мъглата жици с бавно пълзящи по тях дъждовни капки, нападалите камъни в градината, стрелкащите се по зидовете гущери, уханието на лавандула и жуженето на пчелите, професора по астрономия с неговата съпруга и невкусената супа минестроне, спрелия часовник на църковната кула, досадната котка и постоянно изникващите железни перила, почти допотопните папрати, отстъпващите ледници и неспирното сърцебиене. В края на повестта лайтмотивите се събират в могъщ органов акорд, който оглушава живописната Тесинска долина. Настъпил е последният ден, ако не на човечеството, то на един човек, който е постигнал своето биологическо безсмъртие. В това финално многозвучие господин Гейзер вече не присъства – той е изпълнил мисията си на тази Земя, надвесил се е над бездната на самопознанието и вече може да се слее с органиката на предисторията, изпратен от падащи звезди и мъдрия крясък на сова.
Като хвърля поглед към бъдещето и определя човешката отговорност към времето, Томас Ман изрича в споменатото есе: „В глъбините на душата си аз храня увереността, че при онова 'Да бъде!', което е извикало Космоса от Нищото, а също при възникването на живота от неорганичното битие, целта е бил Човекът и че с него е заложен велик експеримент, чийто неуспех поради човешка вина би означавал неуспех за цялото творение, негово опровержение.“
А любимият на Макс Фриш Монтен завършва своите „Опити“ с думите: „Най-прекрасен според мене е животът на ония хора, които се равняват по общочовешката мярка, в духа на разума, но без каквито и да са чудеса и необичайности. Старостта обаче има нужда да бъде третирана малко по-меко. Нека бъде милостив към нея богът на здравето и мъдростта и да премине тя жизнерадостно и в постоянно общуване с хората.“
Между тези два възгледа за човешкото предназначение и възможностите то да бъде изпълнено се простират внушенията на моралиста Макс Фриш. Човекът няма да изчезне през холоцена – третата геоложка епоха от четвъртичния период, – защото предопределението му е да оцелява в катастрофите, за да ги назовава.